# Jacob Elordi
Jacob Elordi (sinh ngày 26 tháng 6 năm 1997) là nam diễn viên người Úc. Năm 2017, anh chuyển đến Los Angeles để theo đuổi sự nghiệp diễn xuất. Elordi nổi tiếng sau các sê-ri truyền hình The Kissing Booth (2018–2021) của Netflix và Euphoria (2019–2023) của đài HBO. Năm 2023, anh vào vai ca sĩ Elvis Presley trong phim tiểu sử Priscilla. Cùng năm, vai nam sinh nhà giàu Felix Catton trong Saltburn mang về cho anh một đề cử giải BAFTA cho nam diễn viên phụ xuất sắc nhất.

## Tiểu sử
Elordi sinh ngày 26 tháng 6 năm 1997 tại thành phố Brisbane, bang Queensland, là con út trong một gia đình lao động có năm anh chị em. Mẹ anh, Melissa, từng là nhân viên căng-tin ở trường của Elordi, sau đó về làm nội trợ, còn cha anh, John, là thợ sơn. Anh có một anh trai và ba chị gái. Cha anh là người Basque, nhập cư vào Úc năm 8 tuổi.
Thời đi học, Elordi chơi bóng bầu dục trong đổi tuyển của trường. Năm 12 tuổi anh bắt đầu đóng các vở nhạc kịch ở trường, từng diễn trong các vở Seussical và Charlie and the Chocolate Factory, sau đó anh đi học thêm lớp diễn xuất. Anh chia sẻ Heath Ledger là người truyền cảm hứng cho mình sau khi xem phim The Dark Knight năm 2008 của nam diễn viên quá cố. Anh cũng từng đóng vai Oberon trong vở hài kịch A Midsummer Night's Dream. Năm 14 tuổi, Elordi bắt đầu tập nói giọng Mỹ theo cách diễn của Vin Diesel.

## Danh sách phim

### Điện ảnh
| Năm  | Tên                           | Vai                    | Ghi chú       |
| ---- | ----------------------------- | ---------------------- | ------------- |
| 2018 | The Kissing Booth             | Noah Flynn             |               |
| 2018 | Swinging Safari               | Rooster                |               |
| 2019 | The Mortuary Collection       | Jake Matthews          |               |
| 2020 | The Kissing Booth 2           | Noah Flynn             |               |
| 2020 | 2 Hearts                      | Chris                  |               |
| 2020 | The Very Excellent Mr. Dundee | Chase Hogan            |               |
| 2021 | The Kissing Booth 3           | Noah Flynn             |               |
| 2022 | Deep Water                    | Charlie De Lisle       |               |
| 2023 | The Sweet East                | Ian                    |               |
| 2023 | He Went That Way              | Bobby Falls            | Đồng sản xuất |
| 2023 | Saltburn                      | Felix Catton           |               |
| 2023 | Priscilla                     | Elvis Presley          |               |
| 2024 | Oh, Canada                    | Leonard Fife (hồi nhỏ) |               |
| 2024 | On Swift Horses               | Julius                 | Đồng sản xuất |
| CTB  | Frankenstein                  | Frankenstein's Monster | Hậu kỳ        |